# Aux courses en province
Aux courses en province est une peinture à l'huile sur toile du peintre français Edgar Degas, réalisée en 1869 qui représente une scène de sport hippique ; l'œuvre est exposée au musée des Beaux-Arts de Boston.

## Description
Aux courses en province capture l'atmosphère du sport hippique et sa composition semble presque reproduire les effets des instantanés photographiques. Dans ce tableau, Degas n'hésite pas à prendre une grande liberté de composition et escamote au premier plan un attelage tiré par des chevaux, avec un cocher et des passagers. Le peintre exile de cette façon ce qui devrait être le sujet principal de la peinture - qui est, la course de chevaux - en arrière-plan, de sorte qu'une vision distraite du spectateur perçoit seulement une promenade agréable et relaxante à travers les champs, faisant ainsi fi de l'agitation provoquée par les piaffements des chevaux de course.
En dépit de ce choix de composition particulière, avec laquelle la peinture semble être plus « spontanée », Degas a travaillé longuement sur le système de la couleur et de la composition des landaus aux courses, ce qui contribue considérablement à accentuer ce sentiment de vision accidentelle. 